# Gustav Adolfs kyrka, Sundsvall
Gustav Adolfs kyrka är en kyrkobyggnad i nygotisk stil i Sundsvall. Den är församlingskyrka i Sundsvalls församling i Härnösands stift. Kyrkan var tidigare uppkallad efter Lovisa Ulrika, men det namnändrades till det nuvarande 1955.
Kyrkan byggdes 1894, och en ombyggnad gjordes 1952. Arkitekt var Gustaf Hermansson (1864-1931) och byggmästare var Per Johan Petterson, Skövde. Kyrkans torn når 81 meters höjd.

## Historia

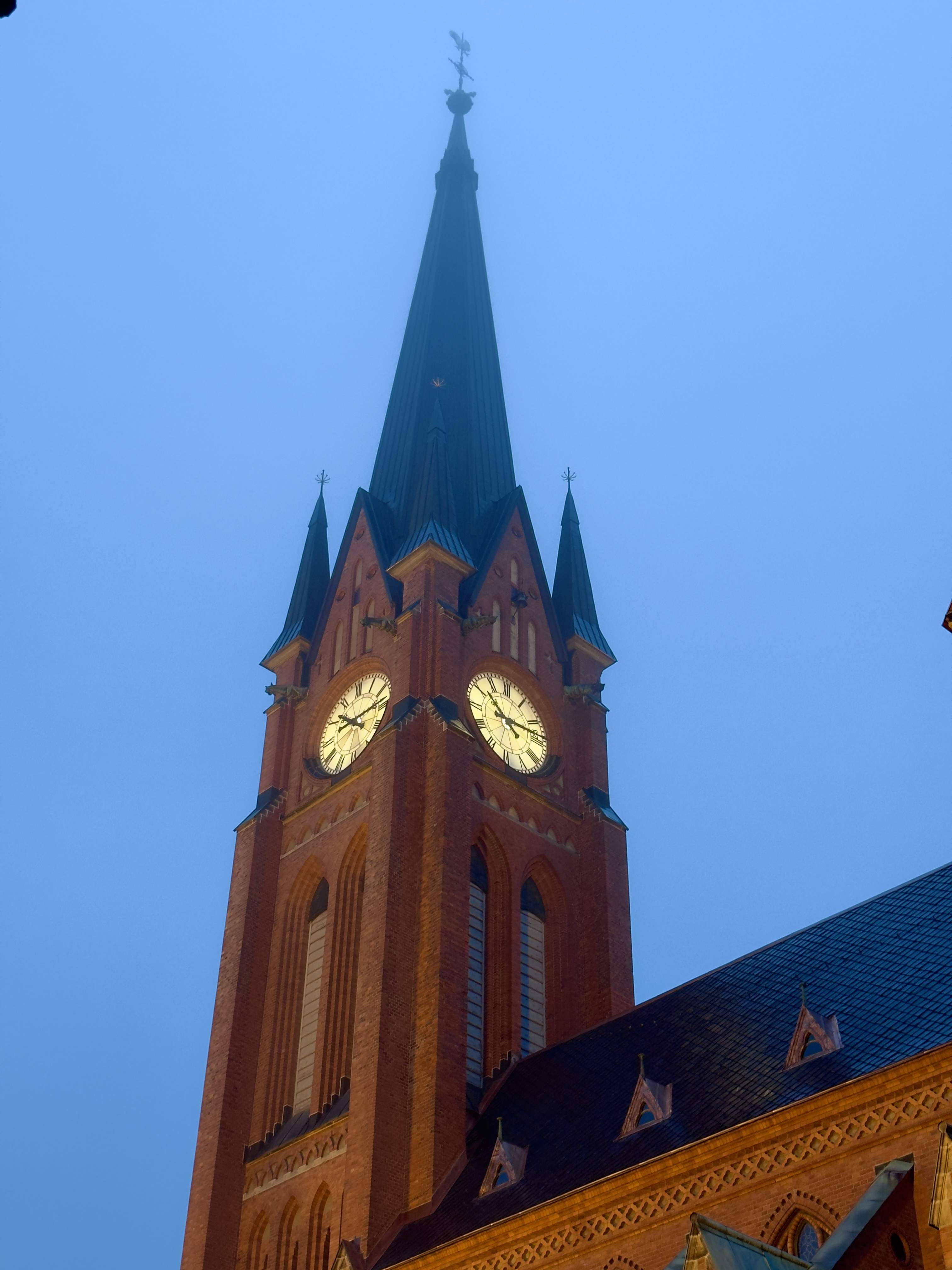
Gustav Adolfs kyrkas klocktorn.

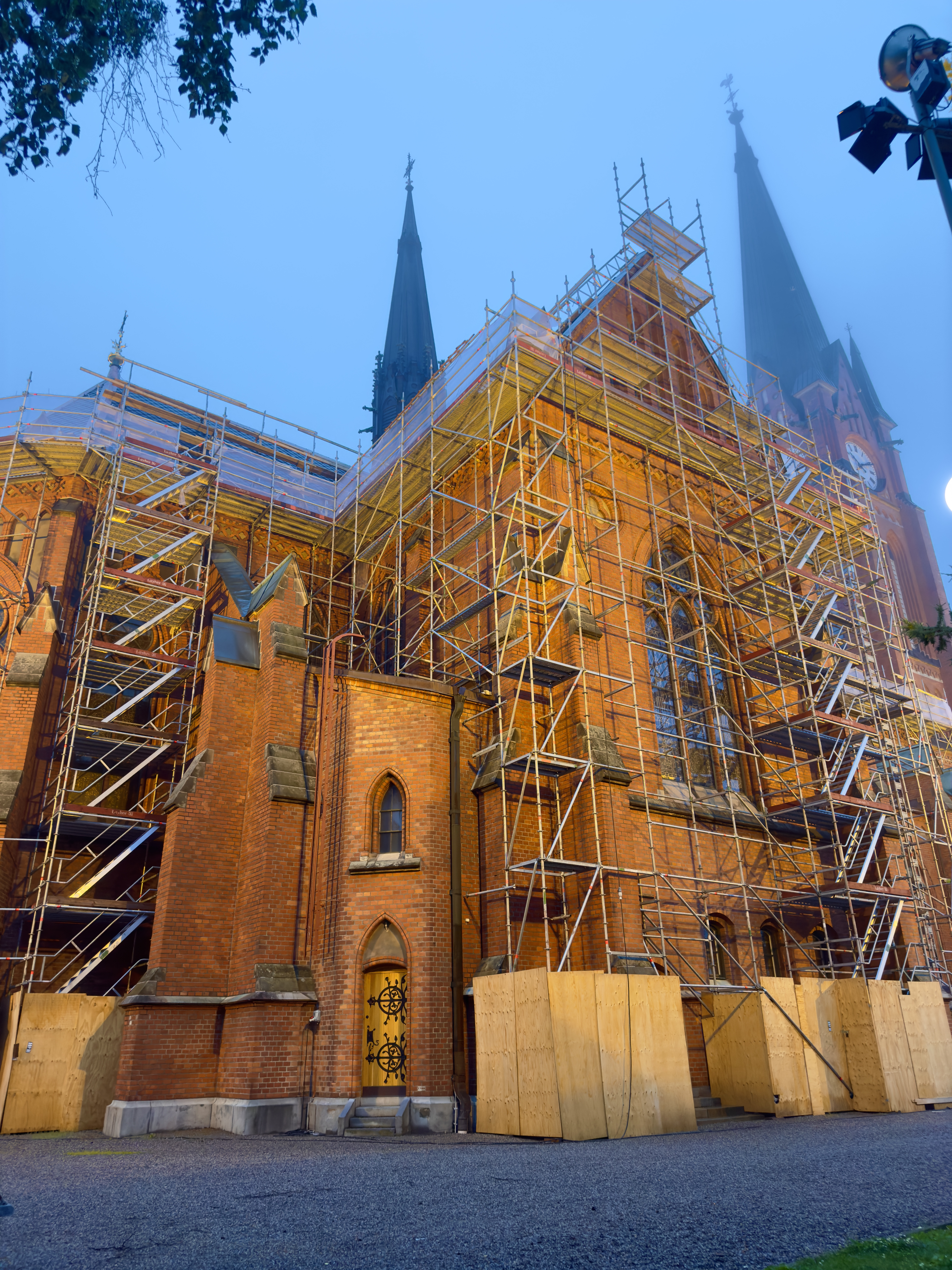
Yttre renoveringar genomfördes sommaren 2024.

Den kyrka som stod på samma plats före Sundsvallsbranden 1888 lades i ruiner när elden svepte över staden. Det hade varit möjligt att återställa denna, men man valde att bygga nytt. Än idag kan man dock se rester av den gamla kyrkans grundmurar under den nuvarandes kor. Efter att en arkitekttävling utlysts valdes Gustaf Hermansson att rita Sundsvalls nya kyrka. Hans förslag började byggas 1891. 
Kyrkan blev rikt smyckad med dekormåleri både på korväggarna och i valvens ribbor och bågar, samt hade en altaruppsats med Kristus i mitten och predikstol vid pelaren närmast koret. Dessutom fanns tre kapell vid östra väggen. 
Mycket av både kyrkans exteriör och interiör förändrades 1950-52 under en omfattande renovering ledd av arkitekt Einar Lundberg vid Byggnadsstyrelsen i Stockholm. Kapellen togs bort, och altaruppsatsen ersattes av ett modernt konstverk signerat Ivar Lindekrantz (1902-1981) från Göteborg. Möbelfirman G A Engelfeldt i Sundsvall fick i uppdrag att göra en ny predikstol ritad av Einar Lundberg och smyckad av Torsten Nordberg, vilken också flyttade placering till östligaste pelaren på mittskeppets norra sida. Ljudtaket förändrades till viss del samtidigt för att bättre passa den nya moderniseringen. 
Den 1 oktober 1988 härjades kyrkan av en brand vilket ledde till stora skador interiört. Illvilliga personer bröt sig in i kyrkan och anlade bränder på flera ställen. Delar av kyrkan blev helt utbränd och hela blev fullständigt rökskadad. Först den 3 september 1989 var kyrkan klar att återinvigas. Hela kyrkan var då rengjord och ommålad. Norra läktaren med underliggande sakristia hade återuppbyggts. Nytt altare hade tillverkats. Nya textilier hade anskaffats. Ny flygel och cembalo hade inköpts. I takvalven hade tillkommit dekormålningar. Tidigare hade sådana funnits i kyrkan, men de togs bort vid renoveringen 1950. De utgör nu en fin färgkomplettering till korfönstren. Man målade därefter om och tog då samtidigt fram dekorer som målats över vid renoveringen 1952.
Mitt emot kyrkan ligger Kyrkans hus, som är församlingshem sedan 2005 och inhyser övningslokaler för musikverksamhet, ungdomsverksamhet, diakoni och församlingsexpedition. Fastigheten byggdes 1892 och inrymde Sundsvalls flickskola fram till 1968.

### Orgel
- I Sundsvalls andra kyrka fanns ett orgelpositiv från Gävle.
- 1730 byggde Johan Niclas Cahman en orgel med 10 stämmor, en manual och bihängd pedal. 1743 lagade Nils Höglin orgeln.[2] 1753 flyttades orgeln över till nya kyrkan av Petter Qvarnström, Sundsvall. Han byggde även till orgeln med en självständig pedal, 7 stämmor för 4000 daler kopparmynt. Orgeln har då 5 bälgar.[3][4]

| Manual                       | Pedal                           |
| Kvintadena 16'               | Untersats 16'                   |
| Principal 8'                 | Principal 8'                    |
| Spetsflöjt 8'                | Kvinta 6'                       |
| Kvinta 6' (halverad stämma)  | Oktava 4'                       |
| Oktava 4'                    | Blockflöjt 2' (halverad stämma) |
| Rörflöjt 4'                  | Basun 16'                       |
| Oktava 2'                    | Trumpet 4' (halverad stämma)    |
| Salcinal 2'                  |                                 |
| Mixtur 5 chor                |                                 |
| Trumpet 8' (halverad stämma) |                                 |

- 1840 byggde Johan Gustaf Ek, Torpshammar en orgel med 23 stämmor, två manualer och pedal. Orgeln förstördes 1888 i kyrkans brand.
- 1894 byggde P L Åkerman & Lunds Orgelfabriks AB, Stockholm en orgel med 30 stämmor, två manualer och pedal. Orgeln ombyggdes och utvidgades 1937-1938 med 20 stämmor av A Mårtenssons Orgelfabrik AB, Lund. 1952 ombyggdes och utvidgades orgeln till 60 stämmor, fyra manualer och pedal av A Mårtenssons Orgelfabrik AB, Lund.

#### Grönlundsorgeln
Den nuvarande orgeln byggdes 1992 av Grönlunds Orgelbyggeri AB, Gammelstad. Orgeln är elektrisk med mekaniska slejflådor. Tonomfånget är på 58/32. Fasaden är samtida med orgeln och ritad av Ulf Oldaeus efter 1894 års fasad. 
År 2024 fick orgeln ett fem-manualigt spelbord byggt av Allen organ company installerat av Anders Björk, Göteborg och Ingemar Oscarsson, Umeå. Orgeln fick då också flera digitala verk intonerade av Stockholms konserthusorganist Ulf Norberg samt kyrkans organist Otto Ratz. 
PEDAL:
64’ RESULTANT
32’ PRINCIPAL 
32’ UNTERSATZ 
*32’ BORDUNA 
32’ GAMBA (ST) 
32’ VIOLONE (ST) 
*16’ PRINCIPAL
16’ FLÖJT
*16’ SUBBAS 
16’ GEDACKT 
*16’ EKOBORDUNA (SV) 
16’ EKOBAS
*16’ VIOLON
16’ VIOLONE
16’ GAMBA (ST)
16’ VIOLONE (ST)
8’ FJÄRROKTAVA
*8’ OKTAVA
8’ RÖRFLÖJT
*8’ BORDUNA
8’ VIOLONCELL
*4’ OKTAVA
4’ ÖPPEN FLÖJT
2’ FLÖJT
MIXTUR IV CHOR
*32’ KONTRA BASUN
32’ KONTRA BOMBARD
32’ KONTRA TRUMPET
*16’ BASUN
16’ BOMBARD
16’ TRUMPET (HV)
16’ GENOMSLÅENDE FAGOTT
*8’ TRUMPET 
8’ TROMPETTE
*4’ TRUMPET 
GENISYS VOICE 1
GENISYS VOICE 2
HUVUDVERK:
*16’ PRINCIPAL
16’ VIOLONE
16’ BORDUNA 
*8’ PRINCIPAL MAJOR 
*8’ PRINCIPAL MINOR 
8’ STENTORFON
*8’ FLÖJT HARMONIQUE 
*8’ BORDUNA 
8’ RÖRFLÖJT 
8’ TRAVERSFLÖJT 
8’ GAMBA 
*8’ VIOLONCELL 
4’ OKTAVA
*4’ RÖRFLÖJT
4’ FLÛTE HARMONIQUE
4’ GAMBA
2 2/3’ KVINTA
*2’ OKTAVA
2’ WALDFLÖJT
16/19’ MOLLTERS
*CORNETT V CHOR 
*MIXTUR IV-V CHOR MAJOR 
*MIXTUR III CHOR MINOR
MIXTUR V CHOR
*16’ TRUMPET
16’ MJUK TRUMPET 
*8’ TRUMPET 
8’ SPANSK TRUMPET 
4’ CLAIRON
CHIMES
GENSYS VOICE 5
GENSYS VOICE 6
ÖVERVERK:
*8’ PRINCIPAL 
*8’ FUGARA 
*8’ DUBBELFLÖJT 
*8’ RÖRFLÖJT
*4’ OKTAVA 
*4’ EKOFLÖJT
*2 2/3’ NASAT
*2’ WALDFLÖJT
*MIXTUR III-IV CHOR 
*8’ CORNO 
*8’ KLARINETT 
*8’ EUPHONE 
GENSYS VOICE 7
GENSYS VOICE 8
TREMULANT
SVÄLLVERK:
16’ GAMBA
*16’ EKOBORDUNA 
*8’ BASSETHORN 
8’ HORNPRINCIPAL 
*8’ TRAVERSFLÖJT 
8’ FLÖJT
*8’ EKOGEDACKT 
8’ FLÖJT CELESTE II 
*8’ GAMBA
*8’ VOIX CELESTE 
8’ SALICIONAL
8’ UNDA MARIS 
4’ OKTAVA
*4’ FUGARA
*4’ FLÖJT OCTAVIANTE
4’ TRAVERSFLÖJT
*2 2/3 NASARD
*2’ FLÖJT
1 1/7 SEPTIM 
*1 3/5 TERS
*1’ PICCOLO 
*MIXTUR IV CHOR
FOURNITURE IV CHOR
*16’ BOMBARDE
16’ FAGOTT
*8’ TRUMPET HARMONIQUE 
8’ TRUMPET 
*8’ OBOE 
8’ HAUTBOIS
*8’ VOX HUMANA 
8’ VOIX HUMAINE 
8’ VOX HUMANA 
*4’ CLAIRON 
4’ KLARIN 
RATZOGLOTT
CELESTA
GENESYS VOICE 3
GENESYS VOICE 4
TREMULANT
SOLOVERK:
16’ GAMBA CELESTE II 
*8’ FLAUTO MIRABILIS 
8’ FLAUTO MAJOR 
8’ SOLO GAMBA 
8’ GAMBA CELESTE 
4’ GAMBETTE CELESTE II 
16’ FESTIVAL TRUMPET 
*8’ TUBA MIRABILIS 
8’ FESTIVAL TRUMPET 
8’ ORKESTEROBOE 
8’ CORNO DI BASSETTO 
8’ COR ANGLAIS 
4’ FESTIVAL TRUMPET 
CELESTA 
ORKESTERHARPA 
GENISYS VOICE 9 
GENISYS VOICE 10
TREMULANT 
KORVERK SÖDRA LÄKTAREN:
16’ SALICIONAL 
8’ PRINCIPAL 
8’ KONSERTFLÖJT 
8’ SALICIONAL 
8’ VIOLE CELESTE 
4’ OKTAVA
4’ FLÖJT
4’ VOIX CELESTE II CHOR
2’ FLAGOLETTE
MIXTUR V CHOR 
8’ TRUMPET
8’ CROMORNE
TREMULANT 
STRÅKVERK NORRA LÄKTAREN: 
8’ ITALIENSK PRINCIPAL II CHOR
8’ GAMBA II CHOR
8’ VIOLE 1 II CHOR
8’ VIOLE 2 II CHOR
4’ SALICIONAL II CHOR
4’ DULCETTE II CHOR
2’ VIOLINA II CHOR CHOR
DULCIANA MIXTUR V CHOR
TREMULANT 
16’ STRÅKVERK 
UNISON AV
4’ STRÅKVERK
CELESTES OFF
GENISYS VOICE 11 
GENISYS VOICE 12

#### Tidigare mekaniska kororgel
1969 byggde Grönlunds Orgelbyggeri, Gammelstad en mekanisk kororgel med slejflåda. Tonomfånget är på 56/30.
| Manual           | Pedal      | Koppel  |
| Gedakt 8' B/D 8´ | Subbas 16´ | Man/Ped |
| Principal 4' B/D |            |         |
| Rörflöjt 4' B/D  |            |         |
| Waldflöjt 2' B/D |            |         |
| Nasat 1 1⁄3' B/D |            |         |
| Cymbel II B/D    |            |         |

#### Nuvarande digitala kororgel
En digital orgel installerades i koret av det nederländska företaget Johannus(en) under november 2023, och invigdes på första advent. Ljudet är inspelat från en mängd europeiska orglar, och hörs från flera högtalare placerade bakom en pipfasad.

## Galleri

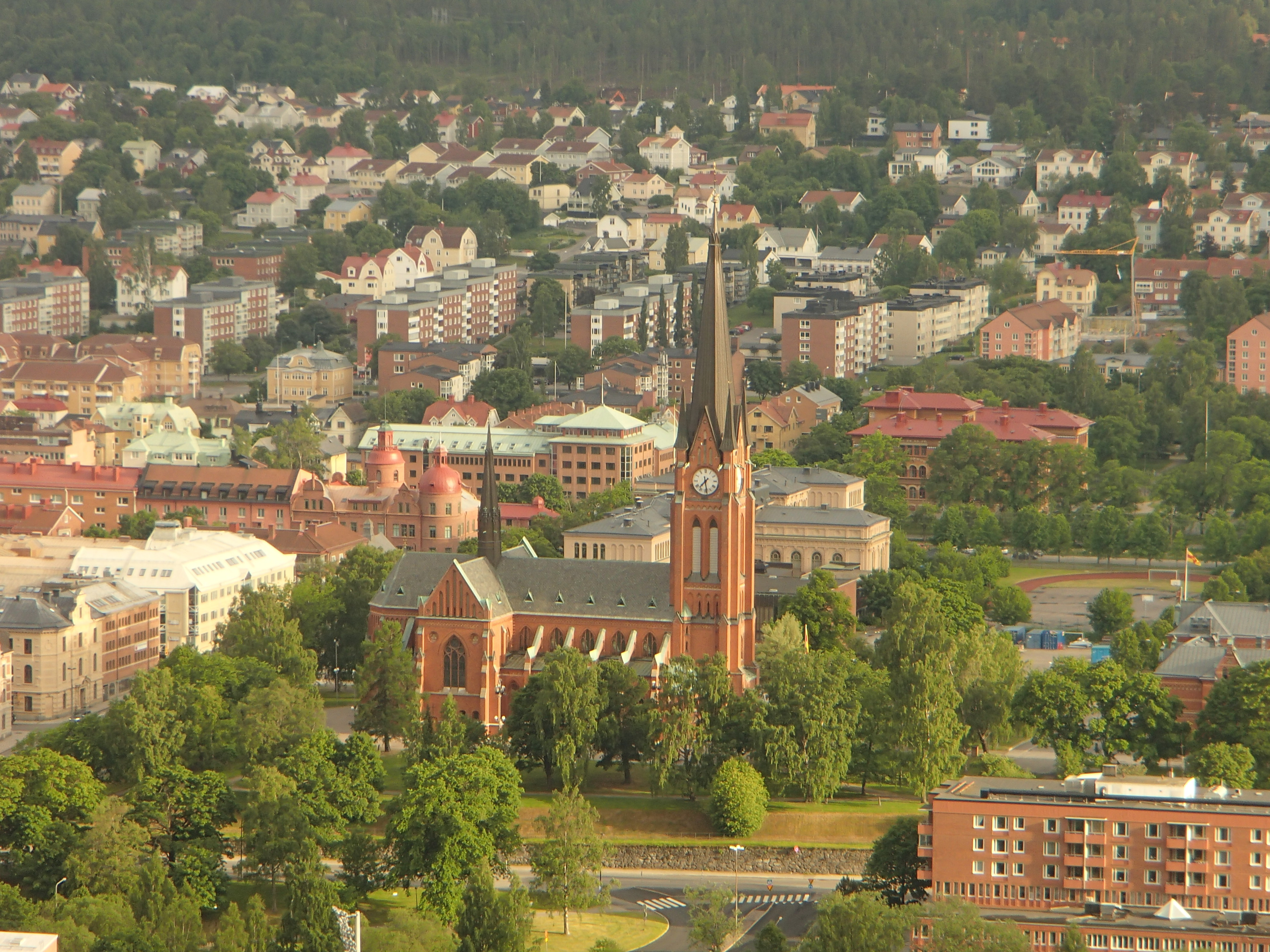
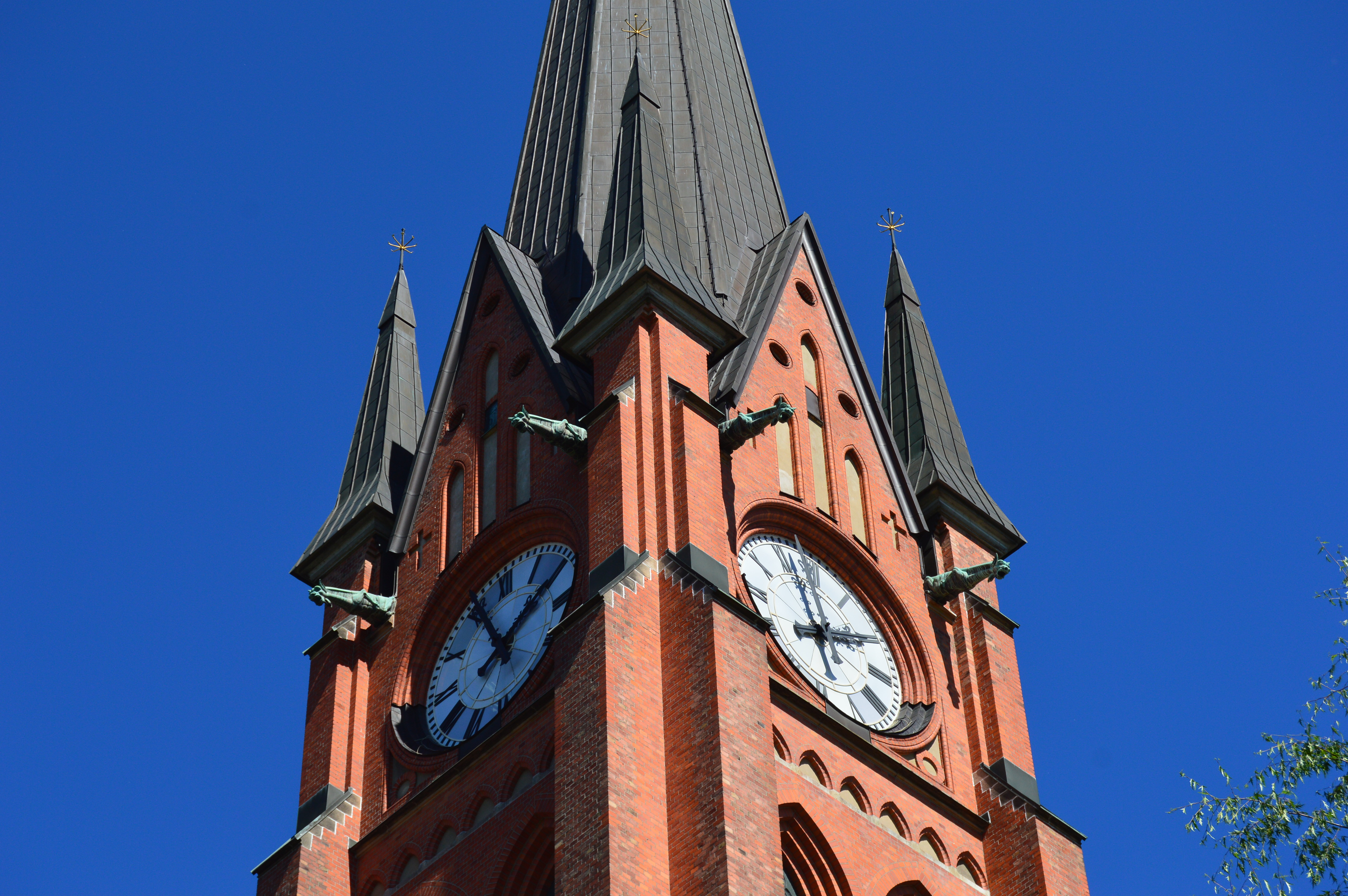
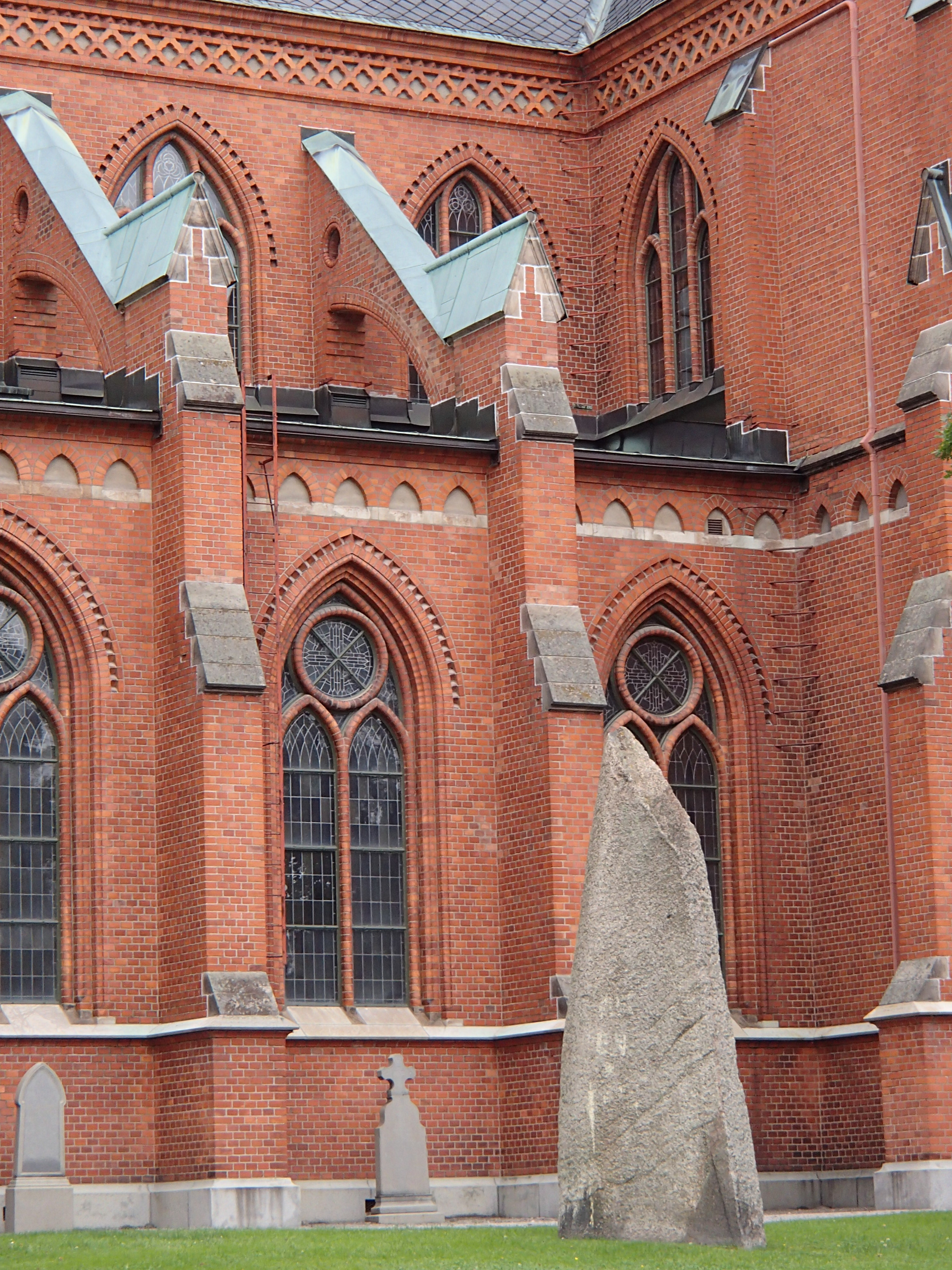
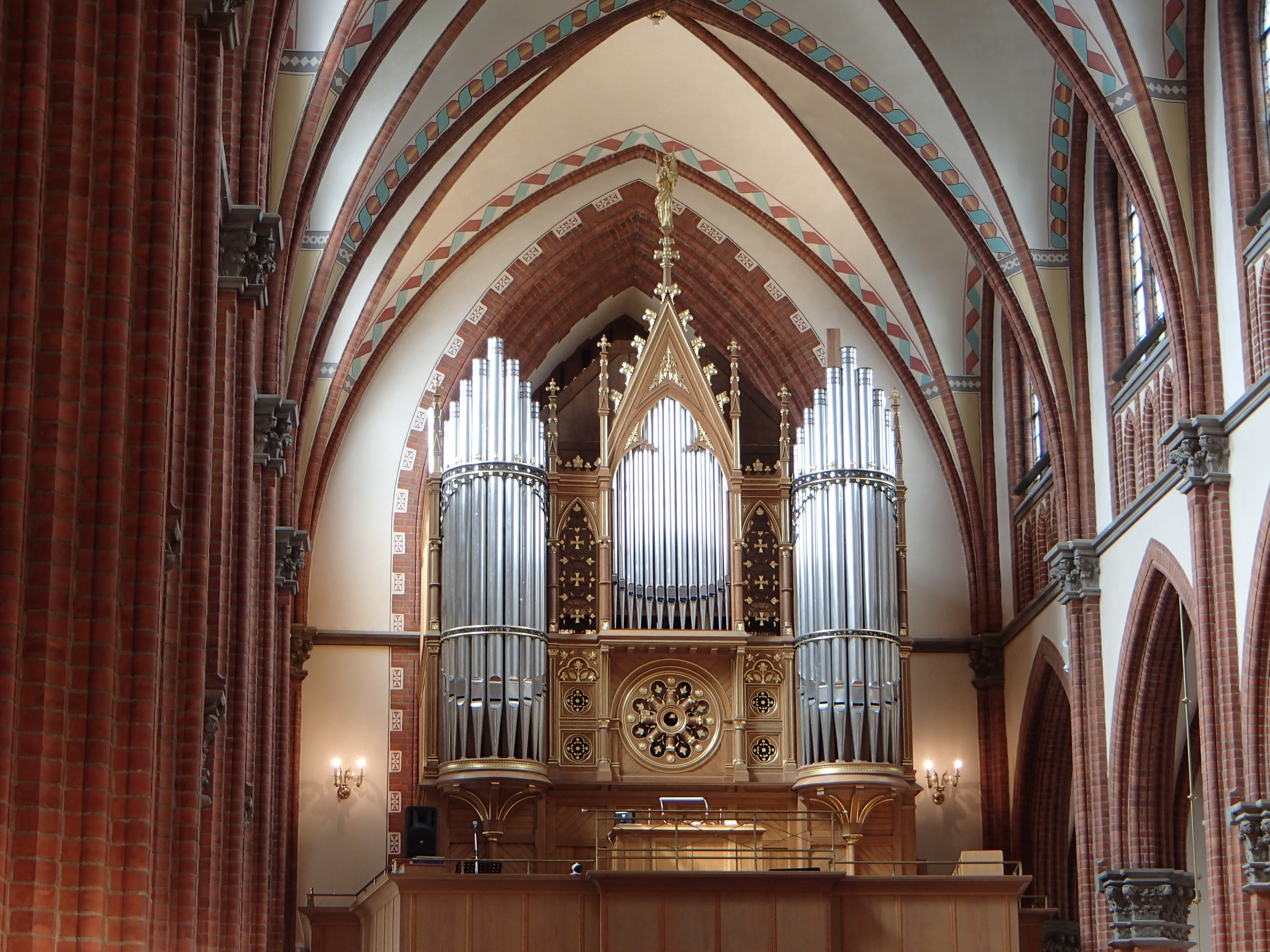
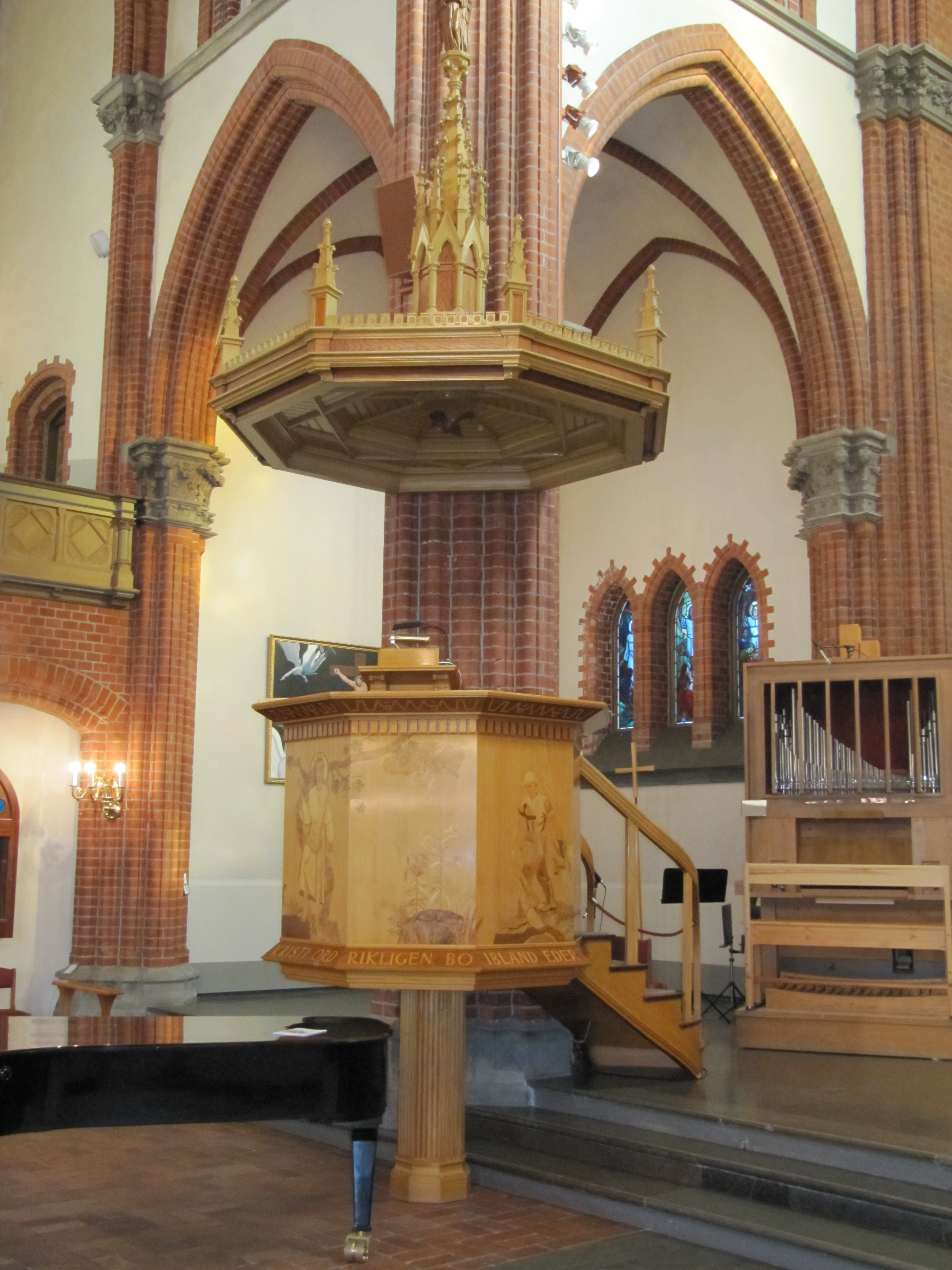
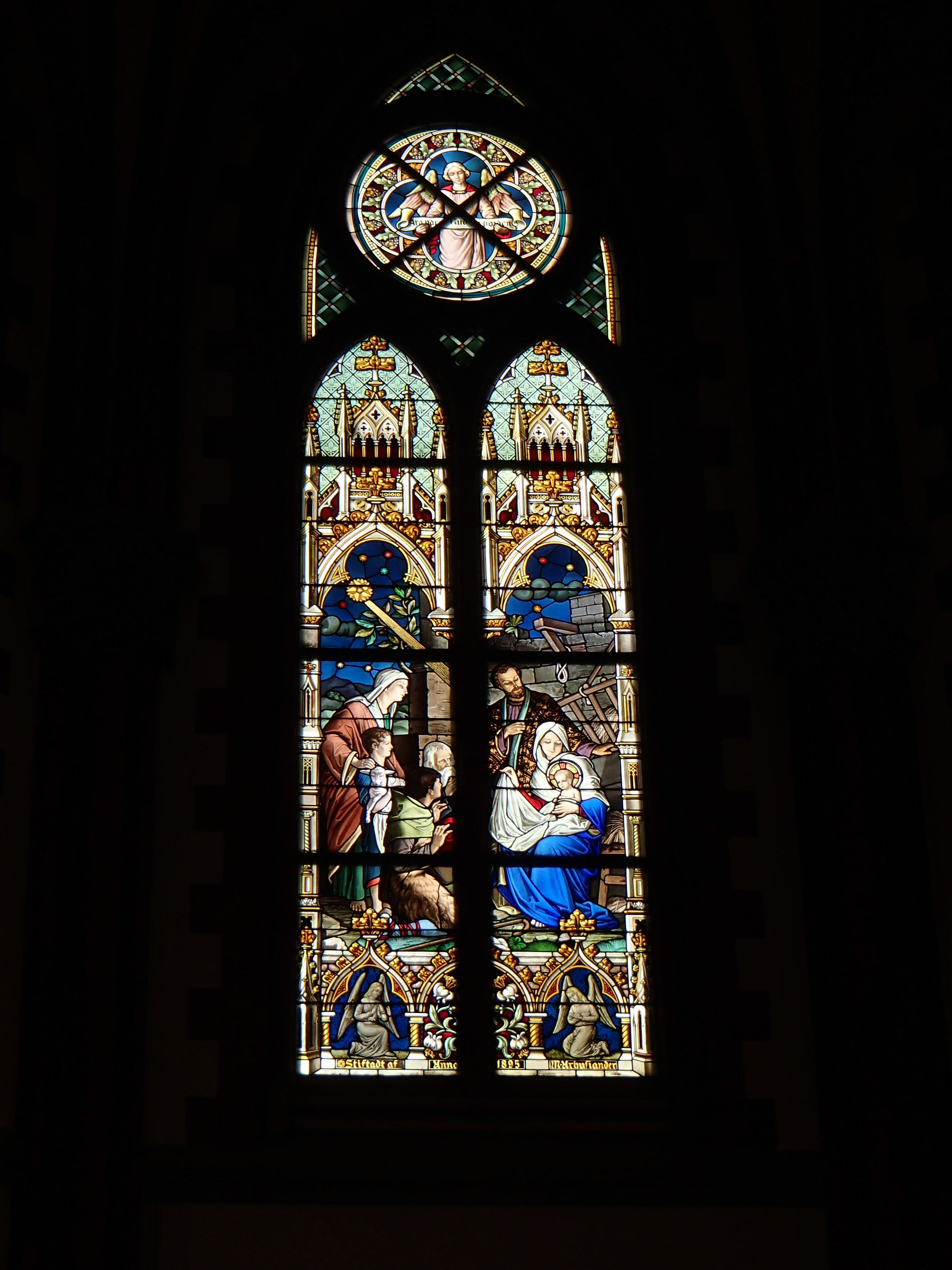